# Майдан-Кобилянський
Майдан-Кобилянський (пол. Majdan Kobylański) — село в Польщі, у гміні Рудник Красноставського повіту Люблінського воєводства.
Населення — 107 осіб (2011).
У 1975-1998 роках село належало до Замойського воєводства.

## Демографія
Демографічна структура станом на 31 березня 2011 року:
|          | Загалом | Допрацездатний вік | Працездатний вік | Постпрацездатний вік |
| -------- | ------- | ------------------ | ---------------- | -------------------- |
| Чоловіки | 56      | 10                 | 36               | 10                   |
| Жінки    | 51      | 9                  | 27               | 15                   |
| Разом    | 107     | 19                 | 63               | 25                   |